# 罗希妮·哈坦格迪
罗希妮·哈坦格迪（1955年4月11日—），印度女演员。曾获得英国电影学院奖最佳女配角。